# 1886 en el cinema
Aquest article és una llista d'esdeveniments sobre el cinema que es van produir durant el 1886.

## Esdeveniments
- Louis Le Prince se li concedeix una patent dual americana d'un dispositiu de 16 lents que combina una càmera de cinema i projector.[1]

## Naixements

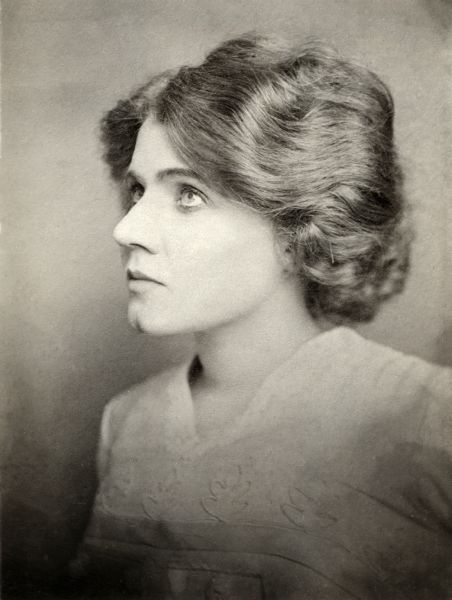
Florence Lawrence, la primera "Vitagraph Girl"

- Florence Lawrence, la primera "Vitagraph Girl"2 de gener – Florence Lawrence, Actriu estatunidenca (morta el 1938)
- 11 de gener – Väinö Lehmus, Actor finlandès (mort el 1936)
- 11 de gener – Chester Conklin, Actor estatunidenc (mort el 1971)
- 7 de març – Jessie Coles Grayson, Contralt i actriu afroamericana (morta el 1953)
- 18 de març – Edward Everett Horton, Actor estatunidenc (mort el 1970)
- 24 de març – Charlotte Mineau, Actriu estatunidenca (mort el 1979)
- 2 d'abril – Reginald Barker, Director estatunidenc nascut al Canadà (mort el 1945)
- 8 d'abril – Lily Elsie, Cantant i actriu anglesa (morta el 1962)
- 26 de maig – Al Jolson, Actor i cantant estatunidenc d'origen lituà (mort el 1950)
- 1 de juliol – Gabrielle Robinne, Actriu francesa (morta el 1980)
- 26 de juliol – Lars Hanson, Actor suec (mort el 1965)
- 11 de setembre – Lars Tvinde, Actor noruec (mort el 1973)
- 12 d'octubre – Karl Dane, Actor estatunidenc nascut a Dinamarca (mort el 1934)
- 25 d'octubre – Leo G. Carroll, Actor britànic (mort el 1972)